# Comuna Morozivka, Koreț
Morozivka (în ucraineană Морозівка) este o comună în raionul Koreț, regiunea Rivne, Ucraina, formată din satele Holîcivka și Morozivka (reședința).

## Demografie
Componența lingvistică a comunei Morozivka
     Ucraineană (99,26%)
     Alte limbi (0,67%)
Conform recensământului din 2001, majoritatea populației comunei Morozivka era vorbitoare de ucraineană (99,26%), existând în minoritate și vorbitori de alte limbi.